# Spitzentransistor

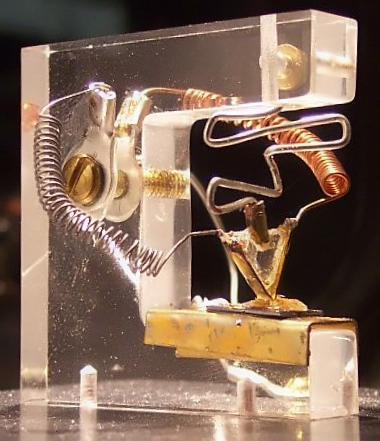
Nachbau des ersten Transistors von Shockley, Bardeen und Brattain von 1947/48 im Nixdorf-Museum

Der Spitzentransistor galt als erster praktisch realisierter Bipolartransistor und wird als Wegbereiter der modernen Halbleitertechnik angesehen. Spätere Untersuchungen zeigten jedoch, dass es sich tatsächlich um einen Thyristor handelte. Die Grundlagen der modernen Halbleitertechnik waren zur Zeit seiner Entwicklung noch nicht erarbeitet und alle Arbeiten basierten zum größten Teil auf Versuch und Irrtum. Das Schaltsymbol des Bipolartransistors erinnert heute noch an den Aufbau des Spitzentransistors.

## Entwicklung
Im März 1942 erhielt das Forschungsteam von Karl Lark-Horovitz an der Universität Purdue von der Militärforschungsbehörde OSRD den Auftrag zur Entwicklung von verbesserten Kristalldetektoren, für den Einsatz in den gerade in der Entwicklung befindlichen Radargeräten. Auch die Firma Bell Laboratories war in der militärischen Radarforschung involviert. Zur Vorbereitung auf die Konkurrenz im Nachrichtensektor nach Kriegsende, gründete Mervin Joe Kelly (Forschungsleiter bei Bell) im Juli 1945 unter anderem eine Forschungsgruppe Festkörperphysik, in der die Gruppe Halbleiter von William Shockley geleitet wurde. Die Wissenschaftler in dieser Gruppe waren: Walter Brattain, Gerald Pearson, Hilbert Moore, Robert Gibney. Später trat noch John Bardeen hinzu. Diese Gruppe versuchte, eine Theorie für die Effekte in Halbleitern zu erarbeiten, mit dem Ziel, einen Feldeffekttransistor nach dem Vorbild des Patents von Julius Lilienfeld (1925) zu entwickeln. Dabei bauten sie auf den Erfahrungen des Forschungsteams der Purdue-Gruppe auf, deren Spitzendioden bereits in Großserie produziert wurden.
| Parameter                              | Wert            |
| -------------------------------------- | --------------- |
| Lebensdauer                            | 70.000 Stunden  |
| Vibration                              | 100 g max.      |
| Rauschen                               | 54 dB bei 1 kHz |
| Stromverstärkung in Basisschaltung     | 0,2…3           |
| Leistungsverstärkung                   | 18 dB           |
| Kollektor-Emitter-Betriebsspannung UCE | 100 V           |
| Kollektorstrom IC                      | 40 mA           |
| Verlustleistung Pv                     | 120 mW          |
| Grenzfrequenz fgα                      | 50 MHz          |

Bei langwierigen Experimenten mit Elektroden in der nächsten Umgebung des Punktkontaktes dieser Dioden stellten Brattain und Bardeen fest, dass sich der Strom durch die Diode beeinflussen ließ und gleichzeitig noch eine Verstärkung stattfand. Am 16. Dezember 1947 wurde ein demonstrierbares Funktionsmuster, mit einer Leistungsverstärkung von 100-fach, in Betrieb genommen und am 23. Dezember 1947 in Form eines Mikrofonverstärkers der Firmenleitung vorgestellt. Bis zum 22. Juni 1948 wurde die Entdeckung geheim gehalten und danach die technischen Angestellten und das Militär eingeweiht. Überraschenderweise wurde die Erfindung vom Militär von der Geheimhaltung entbunden, so dass sie am 25. Juni 1948 in der Physical Review veröffentlicht werden konnte. Bereits am 30. Juni 1948 wurde in der Tagespresse über die Erfindung berichtet.
Die Großserienproduktion begann 1951 bei der Bell-Firma Western Electric. 1950 wurde, ebenfalls bei Bell, der Flächentransistor entwickelt, der den Spitzentransistor, dank seiner wesentlich höheren Zuverlässigkeit, aus dem unteren Frequenzbereich bis ca. 5 MHz verdrängte. Bis ca. 1956 verteidigte der Spitzentransistor den Frequenzbereich bis ca. fT = 100 MHz, danach wurde er rasch vom moderneren Drift-Transistor verdrängt.
Die Tabelle zeigt die technischen Daten eines typischen Spitzentransistors aus den 1950er Jahren. Die Kenndaten dieser Transistoren sind angesichts der technischen Entwicklung in den folgenden Jahrzehnten natürlich nicht mit modernen Bauteilen vergleichbar. Wegen der neuen Möglichkeiten, vor allem hinsichtlich der Miniaturisierung, wurde jedoch in den Anfangsjahren die komplette Produktion vom Militär aufgekauft.

## Aufbau und Eigenschaften

Schnittzeichnung pnp-Spitzentransistor

Auf einer metallischen Grundplatte, die als Basisanschluss dient, wird der dotierte Kristall sperrschichtfrei aufgelötet. Auf den Kristall werden zwei 15 μm dicke Phosphorbronze-Drähte aufgedrückt. Der Abstand dieser Spitzen beträgt dabei ca. 30 μm. Anschließend wird das System im metallischen Montageröhrchen durch das Montageguckloch vergossen und die Drahtspitze, die den Kollektoranschluss bilden soll, durch einen kurzen Stromstoß mit dem Kristall verschweißt. Durch den entstehenden Schichtaufbau bildet sich eine Vierschichtdiode mit Steueranschluss (Thyristor), wodurch eine Stromverstärkung größer als eins in der Basisschaltung erhalten wird. Dies wurde damals noch nicht verstanden und bereitete bei der Verstärkerentwicklung immer wieder Probleme, da es zum ungewollten Schalten des Transistors führen konnte.
Des Weiteren war der Schottky-Kontakt des Emitteranschlusses extrem empfindlich gegen Überlastungen und führte in Hochfrequenzvorstufen öfter wegen elektrostatischen Entladungen zum Ausfall. Auch Feuchtigkeitsprobleme waren durch die aufbaubedingte Kunststoffvergussmasse ein wesentlicher Ausfallgrund. So musste beispielsweise der Hörgeräte-Hersteller Zenith Radio Corporation im April 1953 alle Hörgeräte zurückrufen und wieder mit Miniaturröhren statt Transistoren ausstatten.